# 光腹鬼灯檠
光腹鬼灯檠（学名：Rodgersia sambucifolia var. estrigosa）为虎耳草科鬼灯檠属下的一个变种。

## 扩展阅读
- 維基物種上的相關：光腹鬼灯檠